# برول، (حوزه سرشماری)، ویسکانسین
برول (به انگلیسی: Brule) یک منطقهٔ مسکونی در ایالات متحده آمریکا است که در برول واقع شده‌است. برول ۲۵۴ نفر جمعیت دارد و ۳۰۱٫۱۵ متر بالاتر از سطح دریا واقع شده‌است.